# Santa Coloma de Surri
Santa Coloma de Surri és l'església parroquial del poble de Surri, en el terme municipal de Vall de Cardós, a la comarca del Pallars Sobirà, dins de l'antic terme de Ribera de Cardós. Està situada dins del nucli de població, en el seu sector nord-est. Es tracta d'una església gran, de nau única, amb un campanar de torre de planta quadrada, però aixamfranat, que acosta la planta a la forma vuitavada. Està cobert de la mateixa manera que molts temples pirinencs, amb una coberta piramidal força punxeguda.

## Descripció
Església d'una sola nau dividida en tres trams i volta d'aresta, rematada a l'est per un absis semicircular. A costat i costat de la nau s'obren capelles. A ponent, a la plaça Major, es troba la porta d'arc de mig punt, a la qual s'accedeix per una escalinata semicircular. Per damunt d'aquesta s'obre un òcul. Remata la façana una petita espadanya situada sobre el pinyó de la coberta de llicorella a dues vessants. A la dreta de la façana està situada la torre campanar.

## Història
El 836, a l'acta de consagració de la Seu d'Urgell, se cita la parròquia de Santa Coloma de Surris com a sufragània de Santa Maria de Ribera. L'església actual fou construïda al segle xviii en substitució de l'antiga parroquial romànica de la qual encara queden algunes restes.